# Osmia sanrafaelae
Osmia sanrafaelae là một loài Hymenoptera trong họ Megachilidae. Loài này được Parker mô tả khoa học năm 1985.